# Lepeophtheirus spatha
Lepeophtheirus spatha är en kräftdjursart som beskrevs av Masahiro Dojiri och Brantley 1991. Lepeophtheirus spatha ingår i släktet Lepeophtheirus och familjen Caligidae. Inga underarter finns listade i Catalogue of Life.